# Pierre Laforge
Pierre Laforge, ou Pedro Laforge (Perpinhão, 1791 — Rio de Janeiro, 1853?) foi um flautista, oboísta e compositor franco-brasileiro, mais conhecido pela sua atuação como editor de partituras no Rio de Janeiro durante o Século XIX. É considerado o primeiro editor a imprimir música regularmente no Brasil.

## História
Francês, da região de Perpinhão, Laforge transfere-se para o Rio de Janeiro em 1816, vindo de Port-Vendres. Estabelece residência na Rua do Ouvidor, 3. Em 1819 era músico de câmara da Casa Real e flautista e oboísta do Teatro Fluminense, além de atuar como professor.
Nos anos seguintes desenvolveu outras atividades musicais, como em Minas Gerais em 1819 e na organização de uma "academia musical" (situada na Rua da Quitanda, 82), em 1832 contando com uma orquestra e solistas como Cândido Inácio da Silva, João Bartolomeu Klier, Francisco da Mota, Salvador Salvatori e Miguel Vaccani.
Em 1834 estabelece sua "estamparia de música" na Rua do Ouvidor, 149, gravando modinhas de Gabriel Fernandes da Trindade para a firma de João Bartolomeu Klier utilizando a técnica do talho-doce.  
Inicia a própria editora, a "Imprensa de Música de Pierre Laforge" em 1837, na Rua da Cadeia. É considerado o pioneiro de uma atividade sistemática de edição e venda de música. Comercializava suas publicações com outros estados do Brasil, não se restringindo apenas ao Rio de Janeiro. Publicou obras de José Maurício Nunes Garcia, Cândido Inácio da Silva, Gabriel Fernandes da Trindade, Pedro I, Francisco Manuel da Silva, Januário da Silva Arvelos, Joseph Fachinetti, Antônio Tornaghi.
Em 1851, vende sua firma para Salmon & Cia - Sucessores de Pierre Laforge.
É citado por Joaquim Manuel de Macedo no romance A Moreninha.

## Características das publicações

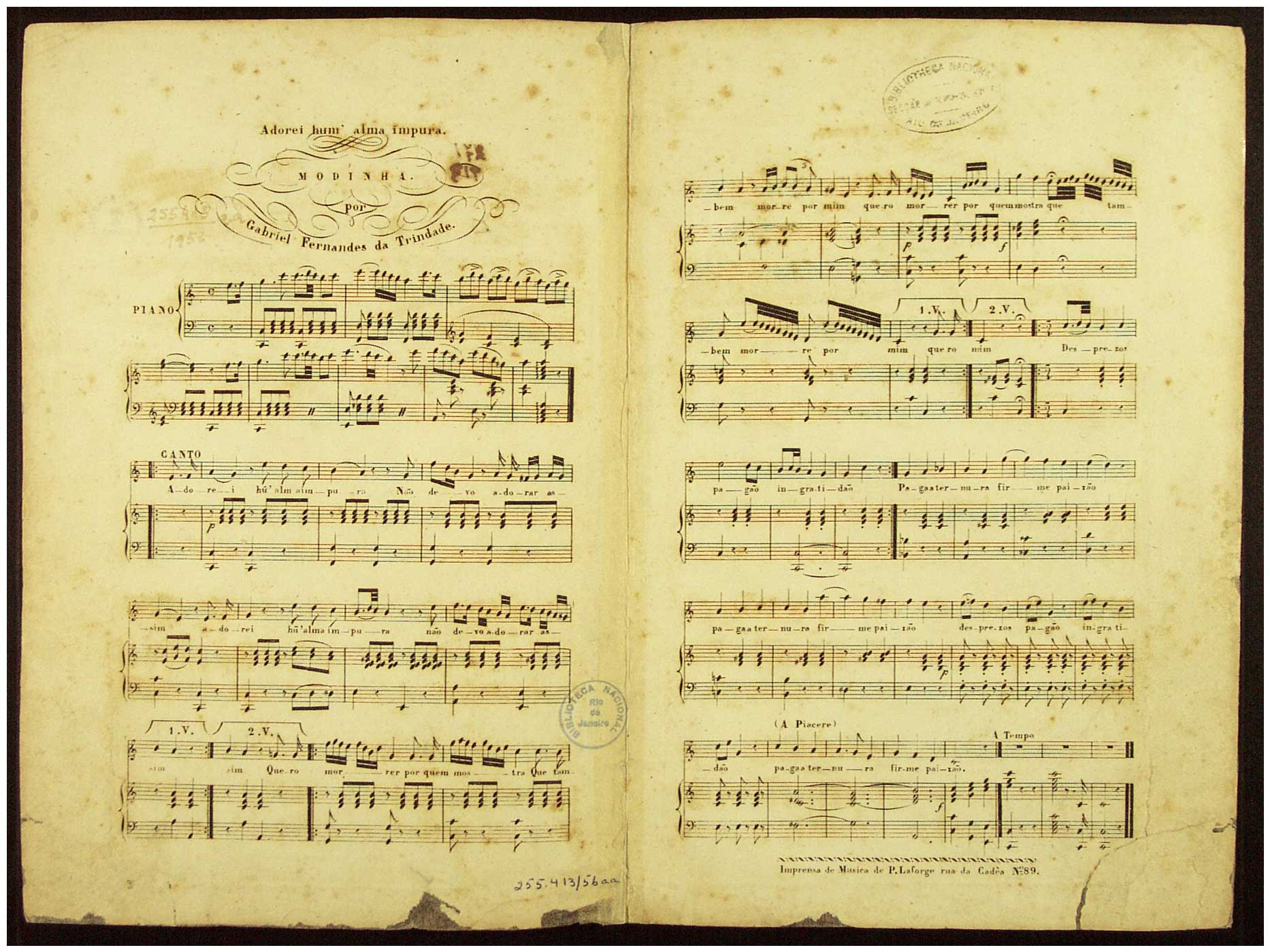
Adorei uma alma impura, modinha de Gabriel Fernandes da Trindade impressa por Pierre Laforge.

As partituras publicadas por Laforge eram geralmente gravadas sem capa ou folha de rosto em pequenos formatos (28cm x 18 cm). Publicou majoritariamente modinhas, lundus e árias.

## Principais publicações[1][2]
- 1837: Methodo de violão
- 1837: Methodo de flauta
- 1837: Resumo dos principios de musica
- 1838: Compendio de musica para uso dos alumnos do Imperial Collegio de Pedro II, de Francisco Manuel da Silva.
- 1850: Delícias da jovem pianista
- 1850: Recreação da jovem fluminense
- 1850: Progresso da jovem pianista
- 1850: Ramalhete dos principiantes
- 1850: Grinalda da jovem pianista